# Xiaoxue
Xiǎoxuě (pīnyīn), Shōsetsu (rōmaji) eller Soseol (romaja) (kinesiska och japanska: 小雪; koreanska: 소설; vietnamesiska: Tiểu tuyết; bokstavligen ”lilla snön”) är den tjugonde solarperioden i den traditionella östasiatiska lunisolarkalendern (kinesiska kalendern), som delar ett år i 24 solarperioder (節氣). Xiaoxue börjar när solen når den ekliptiska longituden 240°, och varar till den når longituden 255°. Termen hänvisar dock oftare till speciellt den dagen då solen ligger på exakt 240° graders ekliptisk longitud. I den gregorianska kalendern börjar xiaoxue vanligen omkring den 22 november och varar till omkring den 7 december.

## Pentader
Varje solarperiod kan indelas i tre pentader (候): Första pentaden (初候), andra pentaden (次候) och sista pentaden (末候). Ett år har alltså 72 pentader och för xiaoxue gäller:
- Första pentaden: 虹藏不見 (”regnbågar är dolda från insyn”) – man trodde att regnbågar var resultatet av energiblandning av yin och yang; eftersom vintern dominerades av yin, skulle den inte uppvisa regnbågar.
- Andra pentaden: 天氣上騰地氣下降 (”himlens qi är uppstigande, jordens qi är nedstigande”)
- Sista pentaden: 閉塞而成冬 (”stängning och stasis skapar vinter”) – då himmel och jord, yin och yang, slutar blandas, leder det till vinterdvala.